# Dovjîk, Iampil
Dovjîk (în ucraineană Довжик) este un sat în orașul raional Drujba din raionul Iampil, regiunea Sumî, Ucraina.

## Demografie
Componența lingvistică a localității Dovjîk
     Ucraineană (95,31%)
     Rusă (4,69%)
Conform recensământului din 2001, majoritatea populației localității Dovjîk era vorbitoare de ucraineană (95,31%), existând în minoritate și vorbitori de rusă (4,69%).